# Christy Doran
Christy Doran (* 21. Juni 1949 in Greystones im County Wicklow) ist ein irisch-schweizerischer Jazzmusiker (Gitarrist).

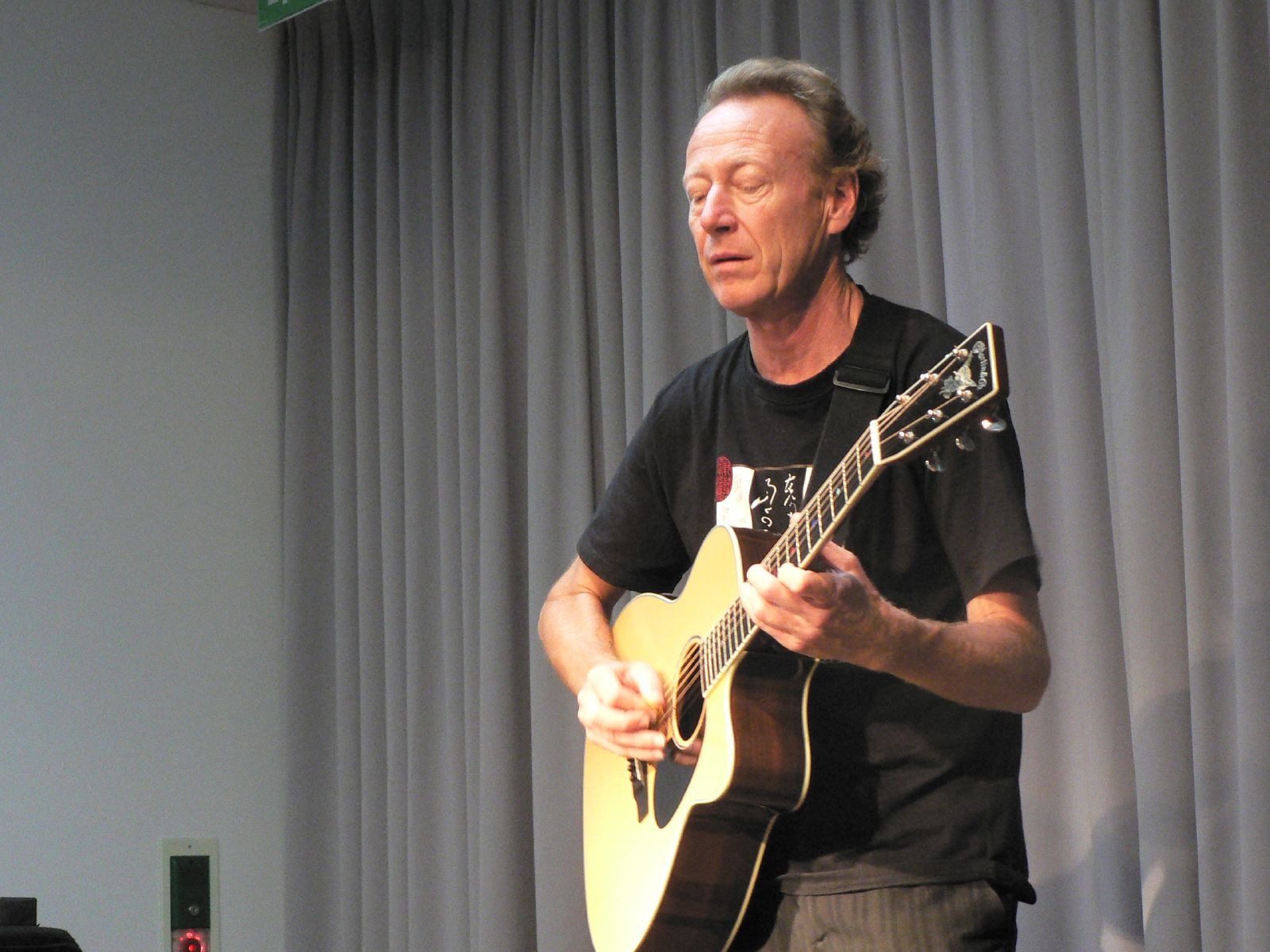
Christy Doran 2007

## Leben und Wirken
Doran zog elfjährig mit seiner Familie nach Luzern, wo er seither lebt. Durch den Vater, einen  Balladensänger, mit Musik in Berührung gekommen, beeinflusste ihn als Jugendlicher vor allem die Musik von Jimi Hendrix und John Coltrane. Er besuchte die Konservatorien Bern und Luzern sowie die Jazzschule Bern. Während dieser Zeit spielte er 1969 und 1970 in der Jazz-Rock-Experience von Bruno Spoerri und Hans Kennel. 1972 gründete er mit Bobby Burri, Urs Leimgruber und Fredy Studer die Electricjazz-Gruppe OM, wo vor allem Doran für die Kompositionen verantwortlich war. Die Band tourte erfolgreich durch Europa, trat auf dem Jazz Festival Montreux auf und legte damals fünf  Platten vor. Doran spielte bis zur Auflösung 1982 bei OM.
1984 arbeitete Doran im eigenen Septett mit Norma Winstone, Urs Leimgruber, Rosko Gee, Trilok Gurtu, Dom Um Romão und Dave Doran, seinem jüngeren Bruder, als Schlagzeuger. 1985 bis 1987 spielte er mit Studer und dem Gitarristen Stephan Wittwer in der Gruppe Red Twist & Tuned Arrow (CD 1985). Mit Studer und Burri sowie mit Olivier Magnenat als zweitem Kontrabassisten trat er anschließend auf; ein zweites Projekt mit der Doppel-Bass-Besetzung begann 1994 mit Jamaaladeen Tacuma und Jean-François Jenny-Clark. Zunächst im Duo trat er ab 1989 mit dem Posaunisten Ray Anderson auf (später dann als Trio mit Han Bennink). Seit 1993 spielt Doran mit dem amerikanischen Flötisten Robert Dick und dem britischen Drummer Steve Argüelles im Trio A.D.D. Zwischen 1993 und 1996 hatten Doran und Studer ihr erstes Jimi-Hendrix-Projekt (mit Amin Ali, Phil Minton und Tom Cora bzw. Django Bates; in einem späteren Projekt arbeiteten sie mit Erika Stucky und Kim Clarke zusammen). Mit John Wolf Brennan und Patrice Héral bildete Doran ein Trio, welches später um den Sänger Bruno Amstad erweitert wurde.
1997 gründete Doran seine New Bag mit Bruno Amstad, voice, Fabian Kuratli, drums, und Wolfgang Zwiauer, e-bass, die etwa durch den südindischen Mridangam-Spieler Muthuswamy Balasubramoniam und den Keyboarder Hans-Peter Pfammatter erweitert wurde; 2013 wurde die Band mit der Vokalistin Sarah Buechi, dem Keyboarder Vincent Membrez und dem Schlagzeuger Lionel Friedli umbesetzt. Weiterhin spielte er mit Reto Weber und Albert Mangelsdorff und im Trio mit Heiri Känzig und Fabian Kuratli. Er spielte auch mit Sonny Sharrock und seit 2007 gelegentlich in der Wiedervereinigung von OM. Im kollaborativen Trio Morpheus Trance mit Bassist Wolfgang Zwiauer und Schlagzeuger Lukas Mantel trat er 2024 beim Jazz Festival Willisau auf.
Er hat CDs mit Marty Ehrlich, Hank Roberts, Gary Thomas, Mark Helias, Bobby Previte und Airto Moreira aufgenommen. Zu hören ist er auch auf Florian Arbenz’ Conversation #10: Inland (2023).
Doran war außerdem 1972 Mitbegründer der Jazzschule Luzern (heute Musikhochschule Luzern), wo er seither Gitarre, Jazz und freie Improvisation unterrichtet. Neben seiner Lehrtätigkeit schreibt er Musik für Theater, Film und Ballett. Er ist verheiratet und der Vater zweier Söhne.
Dorans Geschwister, der Schlagzeuger Dave und die Saxophonistin Brigeen Doran, sind ebenfalls Jazzmusiker.
2003 wurde Doran mit dem Kunst- und Kulturpreis der Stadt Luzern ausgezeichnet.

## Auswahl-Diskographie
- Harsh Romantics, 1984, Synton S 4007
- Christy Doran/John Wolf Brennan Henceforward, 1988, Leo LAB 015
- Ray Anderson/Han Bennink/Christy Doran Azurety, 1994, hat ART 6155
- Fredy Studer/Christy Doran Half a Lifetime (Doppel-CD mit zahlreichen weiteren Musikern), 1979–1994, Unit Records UTR 4068
- Spoerri-Doran-Weber-Mangelsdorff Shake, Shuttle and Blow 1999, ENJA 9374
- Doran-Stucky-Studer-Clarke Jimi, 2004, Double Moon Records, DMCHR 71048[2]
- Doran-Hauser-Leimgruber-Pfammatter La Fourmi, 2005, Creative Works Records
- New Bag: Now's the Time, 2005, Between the Lines BTLCHR 71214
- Triangulation: Whirligigs, 2009, mit John Wolf Brennan, Bruno Amstad und Patrice Héral, Leo Records, LR 562
- New Bag: Take the Floor and Lift the Roof, mit Bruno Amstad, Dominik Burkhalter, Vincent Membrez, 2011, Double Moon Records DMCHR 71103 (2011)
- New Bag: Mezmerized, 2013, Double Moon DMCHR 71119
- Undercurrent – Live at Theater Gütersloh (Intuition, 2018)
- Christy Doran’s Sound Fountain: For the Kick of It (Between the Lines, 2019)
- Beady Beast: On the Go (Between the Lines 2021, mit Franz Hellmüller)[3]
- Christy Doran & Izumi Kimura: Glacial Voyage (Between the Lines 2025)[4]